# Luigi Pernier

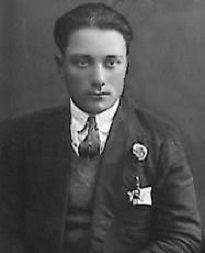
Luigi Pernier rond 1910

Luigi Pernier (Rome, 23 november 1874 – Rhodos, 18 augustus 1937) was een Italiaanse archeoloog. Hij is bekend geworden door zijn vondst in 1908 van de Schijf van Phaistos in Kreta.
Na zijn opleiding ging Pernier aan de slag bij de overheid. In 1900 was hij deelnemer aan de Italiaanse archeologische expeditie naar Kreta en leidde de opgravingen bij Phaistos. In 1909 werd Pernier benoemd tot directeur van Scuola Archeologica Italiana di Atene in Athena. Als hoofd van deze school leidde hij opgravingen op onder andere Delos en Kreta.
In Italië werd hij in 1916 directeur van zowel het archeologisch museum van Florence als van de Musei i Scavi dell'Etruria. Hij leidde opgravingen bij Etruskische vindplaatsen te Vetulonia, Arezzo, Cortona en Orvieto. In 1922 werd hij benoemd tot hoogleraar aan de Universiteit van Florence en leidde de opgravingsexpeditie naar Cyrene.
Bij de authenticiteit van de Schijf van Phaistos zijn vraagtekens gezet. Mogelijk zou Pernier de schijf hebben vervalst, waarbij jaloezie op het succes van Arthur Evans een rol zou hebben gespeeld.